# Euregio Benelux Middengebied
Euregio Benelux Middengebied (BMG) was de benaming voor een Vlaams-Nederlandse Euregio. Het omvat de Vlaamse provincies Antwerpen, Vlaams-Brabant en Limburg en de Nederlandse provincies Noord-Brabant en Limburg. Deze Euregio kende ruim zes miljoen inwoners.
Deze euregio vormt samen met de voormalige Euregio Scheldemond nu de Grensregio Vlaanderen-Nederland.